# Affäre von Tiszaeszlár

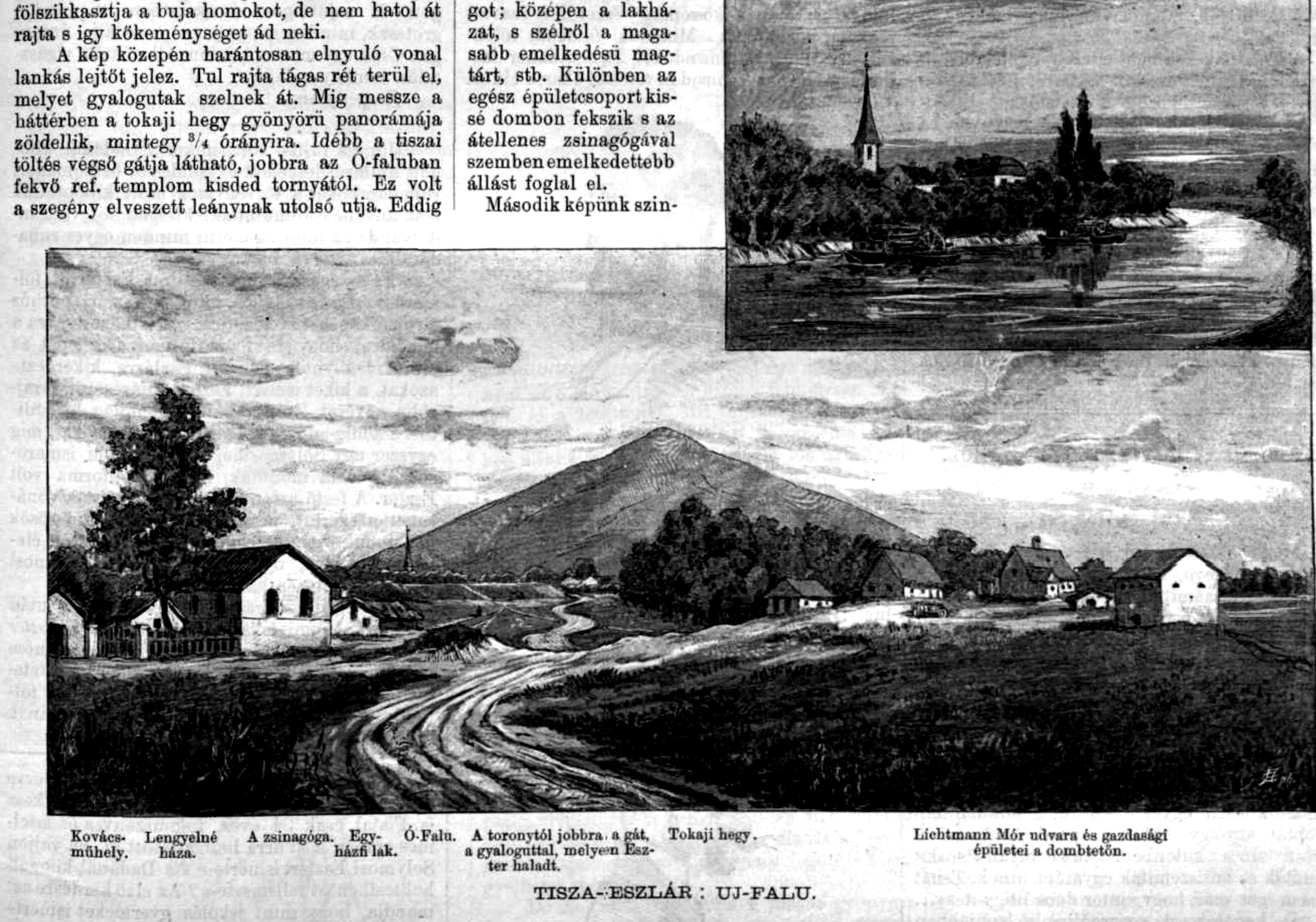
Bericht in der illustrierten Wochenzeitung Vasárnapi Ujság 1883 mit Illustrationen von Lajos Ábrányi

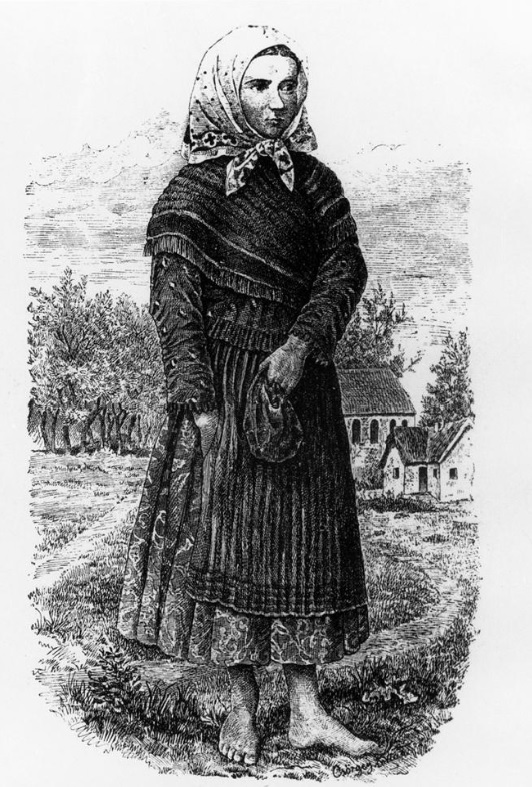
Lajos Ábrányi: Eszter Solymosi (nachempfunden, 1883)

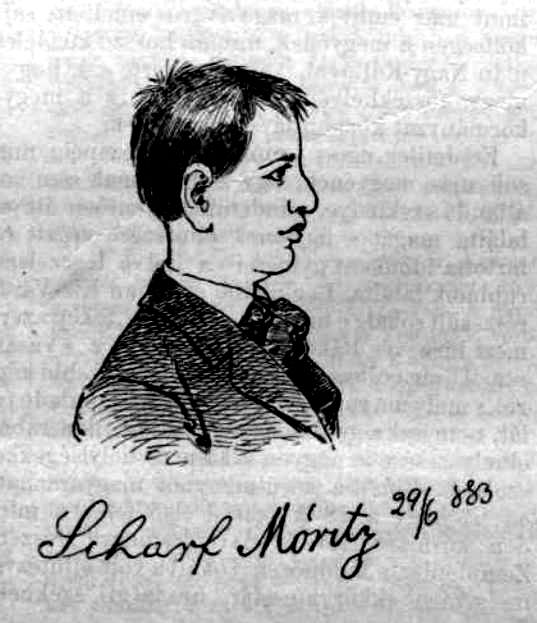
Der freigesprochene Móritz Scharf (1883)

Die Affäre von Tiszaeszlár war ein „Ritualmordprozess“ im nordöstlichen Ungarn, bei dem behauptet wurde, Juden hätten ein nichtjüdisches Mädchen entführt und aus religiösen Gründen geopfert. Der Prozess von 1882 und 1883 endete mit einem Freispruch der jüdischen Angeklagten. Dennoch wurde er bzw. die angebliche Tat der Ausgangspunkt für einen frühen politischen Antisemitismus in Ungarn und Anlass für massive Agitation.

## Das verschwundene Mädchen
Am 1. April 1882 verschwand in der Gemeinde Tiszaeszlár (deutsch damals vor allem Tisza-Eszlár geschrieben) das vierzehnjährige christliche Bauernmädchen Eszter Solymosi spurlos. Es tauchten binnen kurzem Gerüchte auf, Eszter sei einem Ritualmord aus Anlass des zwei Tage später beginnenden jüdischen Pessachfestes zum Opfer gefallen.
Diese Gerüchte wurden von den antisemitischen Politikern und Parlamentsabgeordneten Géza Ónody und Győző Istóczy (der schon 1878 für eine Zwangsemigration der Juden nach Palästina eingetreten war) gefördert. Istóczy und Dániel Irányi brachten am 24. Mai 1882 Interpellationen in das ungarische Abgeordnetenhaus ein. Istóczy stellte hierbei den „Mord als rituelle Abschlachtung einer Christin“ dar. Zu diesem Zeitpunkt stand jedoch nicht einmal der Tod des Mädchens fest. Vielmehr kam Ende Mai 1882 sogar für wenige Tage das Gerücht auf, es sei „bereits gesund und wohlbehalten aufgefunden worden“. Man nahm an, das „Mädchen hätte […] das ihr zu Einkäufen anvertraute Geld verloren und wäre aus Angst vor den Folgen des Unfalles durchgegangen, in einem einige Meilen von Eszlar entfernten Orte hätte sie Dienst gefunden, den sie auch jetzt noch versehe“.
Anfang Mai erstattete ihre Mutter Anzeige beim örtlichen Gericht. Aufgrund dieser Anschuldigungen unterließen es die Behörden, die Ermittlungen über den Kreis der örtlichen Synagoge hinaus auszudehnen. Am 18. Juni 1882 wurde bei Tisza-Dada aus der Theiß von vorbeiziehenden Flößern eine verweste Mädchenleiche aus dem Fluss geborgen. Diese wurde anhand der Kleidung als Eszter Solymosi identifiziert. Die Leiche wies keinerlei Spuren von Verletzungen auf, und es war offensichtlich, dass der Tod durch Ertrinken eingetreten war.
Ein solcher Ausgang lag nicht im Interesse derjenigen, die die Affäre eingefädelt hatten. So wurde behauptet, dass die Ertrunkene nicht das verschollene Dienstmädchen sei, sondern eine aus dem Krankenhaus entwendete Leiche, der man die Kleidung von Eszter Solymosi angezogen und sie dann in den Fluss geworfen habe.
Diese Hypothese konnte vom Wiener Rechtsmediziner Eduard von Hofmann entkräftet werden. Sein Gutachten kam hinsichtlich der Todesursache zu folgendem Schluss:

„Mit einem Worte: Es lässt sich zwar an der Tisza-Dadaer Leiche auf Grund obiger Ausführungen ein natürlicher und ein mit groben Verletzungen verbundener gewaltsamer Tod mindestens mit grösster Wahrscheinlichkeit ausschliessen, aber man ist wegen weit vorgerückter Mazeration, beziehungsweise Fäulniss nicht mehr im Stande, aus dem anatomischen Befunde zu erkennen, welches sonstigen gewaltsamen Todes das betreffende Individuum gestorben ist, insbesondere ob es durch fremde Hand umgekommen ist oder nicht.“

Dennoch wurde eine detaillierte Anklage erstellt, deren Anschuldigungen auf den Aussagen des fünfjährigen und des vierzehnjährigen Sohnes der jüdischen Familie Scharf beruhten. Speziell die detaillierten Aussagen des vierzehnjährigen Móric schienen durch Zwang zustande gekommen zu sein. Aufgrund dieser Aussagen erhob die zuständige Staatsanwaltschaft Ende Juli 1882 Anklage gegen fünfzehn Mitglieder der jüdischen Gemeinde von Tiszaeszlár.
Der Fall erregte in Ungarn großes Aufsehen, zahllose antisemitische Traktate nahmen die Anschuldigungen als gegebene Tatsache hin. Andererseits äußerte sich der im Turiner Exil lebende ungarische Nationalheld Lajos Kossuth eindeutig gegen die Ritualmordhysterie. Die aristokratische Oberschicht Ungarns stand wegen der dubiosen Grundlage des Verfahrens eher auf der Seite der Angeklagten. Der Prozess zog sich hin, die Agitation erfasste das gesamte Land. Erst am 3. August 1883 erfolgte am 33. Verhandlungstag der Freispruch aller Angeklagten.

## Der historische Kontext

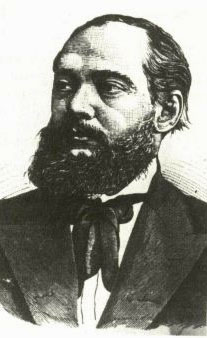
Verteidiger: Károly Eötvös

Die Affäre von Tiszaeszlár kann, ebenso wie etwa 30 ähnlich gelagerte Fälle in der Donaumonarchie, als Phänomen der Massenhysterie und Rückzugsgefecht des traditionellen christlichen Antisemitismus und seiner Ritualmordlegenden gegenüber einer fortschrittlicheren und rational agierenden liberalen Justiz gesehen werden. (Nur im Falle des jüdischen Schustergesellen Leopold Hilsner kam es um die Jahrhundertwende, ungeachtet des Einsatzes von Tomáš Garrigue Masaryk, zur Verurteilung.) In Ungarn waren es vor allem die liberal und national gesinnten Oberschichten, die dem sich emanzipierenden Judentum ein Integrationsangebot machten, das auch in reichem Maße angenommen wurde. Nicht zufällig trat der Abgeordnete Károly Eötvös (1842–1916) als einer der Verteidiger der Angeklagten von Tiszaeszlár auf. Die Affäre belegt freilich auch das enorme Ausmaß an minderheitenfeindlicher Angst und Abwehr, das von den Integrationsfortschritten des 19. Jahrhunderts nur zeitweilig verdeckt, zum Teil aber auch geradezu ausgelöst wurde. Győző Istóczy, ein westungarischer Kleinadeliger, der die „Fragmentierung“ der Gesellschaft durch den Liberalismus ebenso ablehnte wie den Wandel des Judentums von einer „geschlossenen Kaste“ zu einer ökonomisch dominanten Schicht, nahm die Affäre von Tiszaeszlár zum Anlass, im Oktober 1883 seine Antisemitische Partei zu gründen, die bei den ungarischen Parlamentswahlen dieses Jahres (bei ungleichem Wahlrecht) immerhin 17 Mandatare stellen konnte und erst Mitte der 1890er-Jahre zugunsten der Katholischen Volkspartei (Katolikus Néppárt, mit ähnlicher antisemitisch-antiliberaler Stoßrichtung) zurückgedrängt wurde. Die Affäre von Tiszaeszlár wurde so zum Verknüpfungspunkt von traditionellem und modernem Antisemitismus in Ungarn – letzterer ein Phänomen, das nach dem Auseinanderbrechen des Landes nach Abschluss des Ersten Weltkriegs wieder virulent aufbrechen sollte.
Das Grab von Eszter Solymosi wird bis heute gepflegt.

## Bearbeitungen
Der deutsche Schriftsteller Arnold Zweig (Ritualmord in Ungarn, 1914) und der ungarische Schriftsteller Gyula Krúdy (A tiszaeszlári Solymosi Eszter, 1931) haben den Stoff literarisch verarbeitet, Zweig in einem Theaterstück, Krúdy in einem Roman. In den 1930er-Jahren entstand das Schauspiel Der Prozess ohne Ende. Der Fall von Tisza Eszlar von Géza Herczeg und Heinz Herald. Nach Bekanntwerden des vollen Ausmaßes des Holocausts verfasste US-Schriftsteller Noel Langley auf Grundlage von Herczeg/Heralds Vorlage eine Bearbeitung für das angloamerikanische Theater (The burning bush, 1947). Die Affäre von Tiszaeszlár ist Gegenstand des österreichischen Spielfilms Der Prozess (1948) von Georg Wilhelm Pabst nach dem Roman Prozess auf Tod und Leben von Rudolf Brunngraber, der auch das Drehbuch zum Film schrieb. Im selben Jahr gelangte der amerikanische Spielfilm The Vicious Circle von W. Lee Wilder in die Kinos, der auf Herczeg/Heralds Vorlage beruhte.
Als Herczeg/Heralds Schauspiel Der Prozess ohne Ende im Anschluss an Wilders Film im Dezember 1949 als The burning bush am New Yorker „President Theatre“ gespielt wurde, hieß es, der Regisseur entwickelte aus dem Stück „ein ‚Theater als Tribunal‘, an dem das Publikum teilnahm. Die Botschaft des Stückes war unvergesslich: Eine Nation verdammt sich selbst, wenn sie sich nicht für die, denen Unrecht zugefügt wird, ausspricht.“ In den folgenden Jahrzehnten war die Affäre von Tiszaeszlár mehrfach Gegenstand ungarischer Spielfilme: Verzió (1979) nach Gyula Krúdy von Miklós Erdély und Tutajosok (1990) von Judit Elek und Péter Nádas. Der ungarische Regisseur Kornél Mundruczó hat im September 2010 am Schauspiel Hannover eine Adaption von Krúdys Roman in Szene gesetzt.